# Llancac Allpa
Llancac Allpa,  auch llàncac allpa, llancac alpa, oder Lancac-allpa bzw. Lankak Alljpa („llàncac“ Quechua für „mit klebrigen Eigenschaften“; „allpa“ Quechua für „klebrige Erde“, „spröde Erde“ oder „Pulver“) ist ein rötlicher Schlamm, von dem die Chronisten und Historiker Pedro de Cieza de León und Inca Garcilaso de la Vega berichteten. Laut diesen Chronisten diente der rötliche Schlamm den Inka zur Perfektionierung ihrer Steinmetzarbeiten. Inca Garcilaso de la Vega beschrieb ihn in seinen Comentarios Reales de los Incas. (1609) als „eine Art Mörtel“ und gab an, dass wenn er zwischen den Fugen der Steine angewendet wurde, keine Anzeichen für eine Anwendung zwischen den Steinen verblieb, da der Schlamm später verschwand.
Nach Adolf Bastian berichteten auch Francisco López de Gómara und Pedro Sarmiento de Gamboa, dass llàncac allpa beim Bau der altperuanischen Tempel verwendet wurde. Insbesondere beim Bau des Coricancha sei llàncac allpa verwendet worden.

## Berichte von Chronisten
Inca Garcilaso de la Vega schreibt im sechsten Buch seiner Comentarios Reales de los Incas (1609), dass die Inka keinen Mörtel aus Sand und Kalk verwendeten, da sie mit Kalk nicht vertraut gewesen seien. Sie hätten jedoch eine Art Mörtel verwendet, der aus einer Paste aus klebrigem rötlichem Ton bestand, der zum Füllen von Rissen und Löchern verwendet wurde, die bei der Steinbearbeitung entstanden waren. Er berichtet: 

“It is true that mortar was used, and it was made of a reddish clay, which they call in their language “llàncac allpa”, sticky clay, which was made into a paste. No trace of mortar remained between the stones, and the Spaniards therefore state they worked without mortar..”

„Es stimmt, dass Mörtel verwendet wurde, und zwar aus einem rötlichen Ton, den sie in ihrer Sprache “llàncac allpa” nennen, klebriger Ton, der zu einer Paste verarbeitet wurde. Zwischen den Steinen blieb keine Mörtelspur zurück, weshalb die Spanier angeben, sie hätten ohne Mörtel gearbeitet..“

Der, als zuverlässig bewerte Chronist, Pedro de Cieza de León berichtet, dass in den Gebäuden Ollantaytambos „geschmolzenes Gold“ und „Bitumen“ gefunden worden sei. Durch das Auftragen des Bitumens zusammen mit dem „geschmolzenem Gold“ würden die Steine so eng aneinander liegen:

“It is related for certain that in some part of a royal palace or of a temple of the sun, gold is used instead of mortar, which, jointly with the cement that they make, served to unite the stones together.”

„Es wird mit Sicherheit berichtet, dass in einem Teil eines königlichen Palastes oder eines Sonnentempels Gold anstelle von Mörtel verwendet wurde, der zusammen mit dem Zement den sie herstellen dazu dient, die Steine miteinander zu verbinden.“

Diese Aussage wird durch Inca Garcilaso de la Vega bestätigt, der sie weiter ausführt und davon berichtet, dass diese Technik in vielen königlichen Palästen und Sonnentempeln angewandt worden sei. Nach Inca Garcilaso de la Vega wurde bei der Konstruktion von Sacsayhuamán ein rötlicher Schlamm (llàncac allpa) zwischen die Steine gelegt. Beide Chronisten berichten, dass ein Mörtel oder Bitumen verwendet wurde, der von Garsilaso de la Vega als rötlich und klebrig und von Cieza de Leon als brennbar (Bitumen) beschrieben wurde. In einer anderen, von beiden Autoren bestätigten Beschreibung wurde in bestimmten Fällen Gold bzw. Blei und Silber zwischen Steinblöcken gegossen. Zwischen den Fugen zwischen den Steinblöcken sei von diesem „Mörtel“ nichts mehr verblieben. Nach Albert Schatz existiere ein übersehener Bericht eines Spaniers aus dem Jahr 1609, in dem er angibt, dass die Inkas einen rotschlammartigen Zement verwendeten. Er glaubt, dass die Legende vom Erweichen der Steine Glaubwürdigkeit besitzt und die rote Farbe ein Ergebnis von Polyhydroxypolycarboxylaten sein könnte, die rote Eisenkomplexe bilden.

## Pyritschlamm als llàncac allpa
2017 veröffentlichte der Chemiker Helmut Tributsch eine Forschungsarbeit, nach der es Hinweise für eine chemische Behandlung von Inka-Steinmauern gibt. Er nimmt an, dass es sich statt um „geschmolzenes Gold“, um sauren Pyritschlamm aus den Inka-Bergwerken gehandelt habe, der nach Auftragen auf die Steine mit steigender Oxidation verschwand. Dieser sauere Schlamm ermöglichte es Oberflächen von Gesteinsmaterial aufzulösen. Steinarbeiter im Inkareich hätten möglicherweise Pflanzenmaterial für den Transport und die Handhabung des chemisch aggressiven Pyritschlamms verwendet. Auf diese Weise hätten sie erfahren, dass Pflanzensaft die Fähigkeit des Pyritschlamms, die Oberfläche harten vulkanischen oder magmatischen Gesteinsmaterials aufzuweichen, erheblich erhöht. Zeugen der Inka-Mauerarbeiten hätten möglicherweise gesehen, dass dem sauren Pyritschlamm, zerkleinertes Pflanzenmaterial zugesetzt wurde. Dies sei eine mögliche Erklärung für die in der Andenfolklore tief verwurzelte Legende der Steinauflösungspflanze der Inkas. Wenn diese These bestätigt werden könne, würde dies nach Tributsch die Inka-Steinarbeit auf einen erstaunlichen chemisch-technischen Ingenieursstandard heben.